# Lesothos nationalförsamling
Lesothos nationalförsamling (engelska: The National Assembly of the Kingdom of Lesotho) är underhuset i Lesothos parlament och har 120 ledamöter med en mandatperiod på fem år. Av dessa väljs 80 i majoritetsval i enmansvalkretsar och 40 utdelas proportionerligt som utjämningsmandat utifrån det nationella valresultatet.